# ازدواج بین نژادی در ایالات متحده آمریکا
ازدواج بین نژادی در ایالات متحده آمریکا حداقل از زمان تصمیم دیوان عالی ایالات متحده آمریکا در سال ۱۹۶۷ (دادگاه وارن) لاوینگ علیه ویرجینیا (۱۹۶۷) در سراسر ایالات متحده قانونی بوده‌است که بر اساس آن قوانین «ضد همسان سازی» خلاف قانون اساسی هستند. قاضی ارشد ارل وارن در نظر دادگاه نوشت که «آزادی ازدواج یا عدم ازدواج با فردی از نژاد دیگر متعلق به فرد است و دولت نمی‌تواند آن را نقض کند.»
تعداد ازدواج‌های بین نژادی به عنوان نسبتی از همه ازدواج‌ها از سال ۱۹۶۷ افزایش یافته‌است، به طوری که تا سال ۲۰۱۰، ۱۵٫۱ درصد از ازدواج‌های جدید در ایالات متحده در مقایسه با نرخ پایین تک رقمی در اواسط قرن بیستم، ترکیب نژادی بودند. ازدواج بین نژادی در طول دهه ۲۰۱۰ به افزایش خود ادامه داده‌است.
تأیید عمومی ازدواج بین نژادی از حدود ۵ درصد در دهه ۱۹۵۰ به حدود ۸۰ درصد در دهه ۲۰۰۰ افزایش یافت. نسبت ازدواج‌های بین نژادی بسته به قومیت و جنسیت همسران به‌طور قابل توجهی متفاوت است.